# Aix-en-Provence

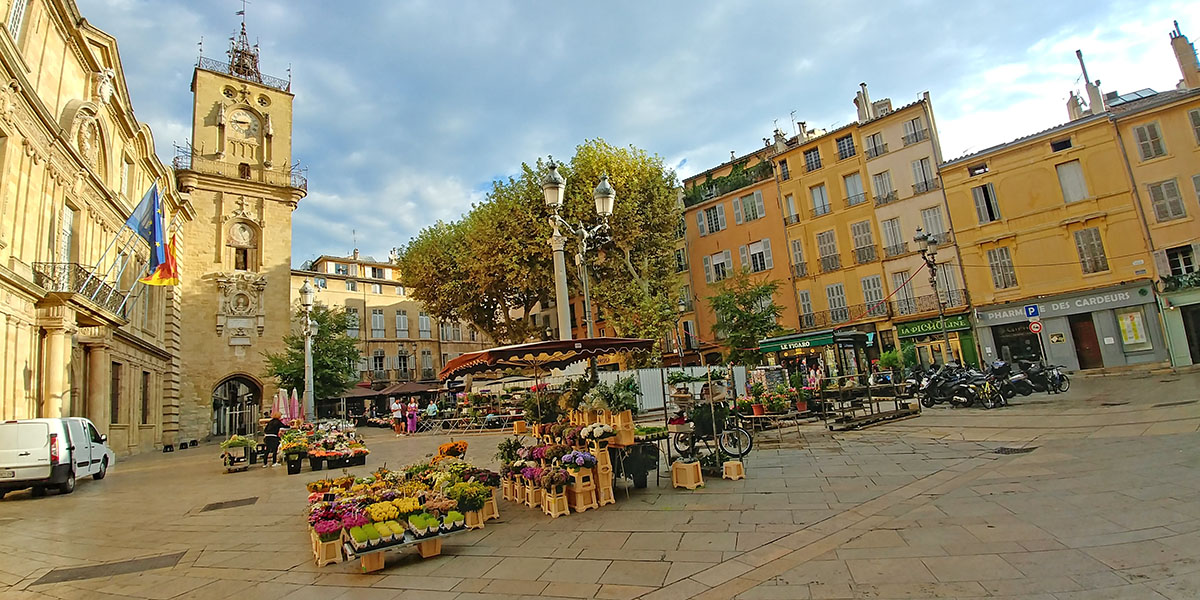
Mercado de flores en Place de l'Hôtel de Ville, frente a la torre del reloj en Aix-en-Provence.

Aix-en-Provence, o Aix en Provenza (pronunciado /ɛksɑ̃pʁɔˈvɑ̃s/ (escucharⓘ), en occitano: Ais de Provença y Ais de Prouvènço en grafía mistraliana), es una ciudad francesa, antigua capital de la región histórica de Provenza. Aunque está a unos 30 km al norte de Marsella, se considera parte de su área metropolitana, siendo la tercera  aglomeración urbana más grande del país tras París y Lyon. Es una de las subprefecturas del departamento de Bocas del Ródano, en la región de Provenza-Alpes-Costa Azul. 

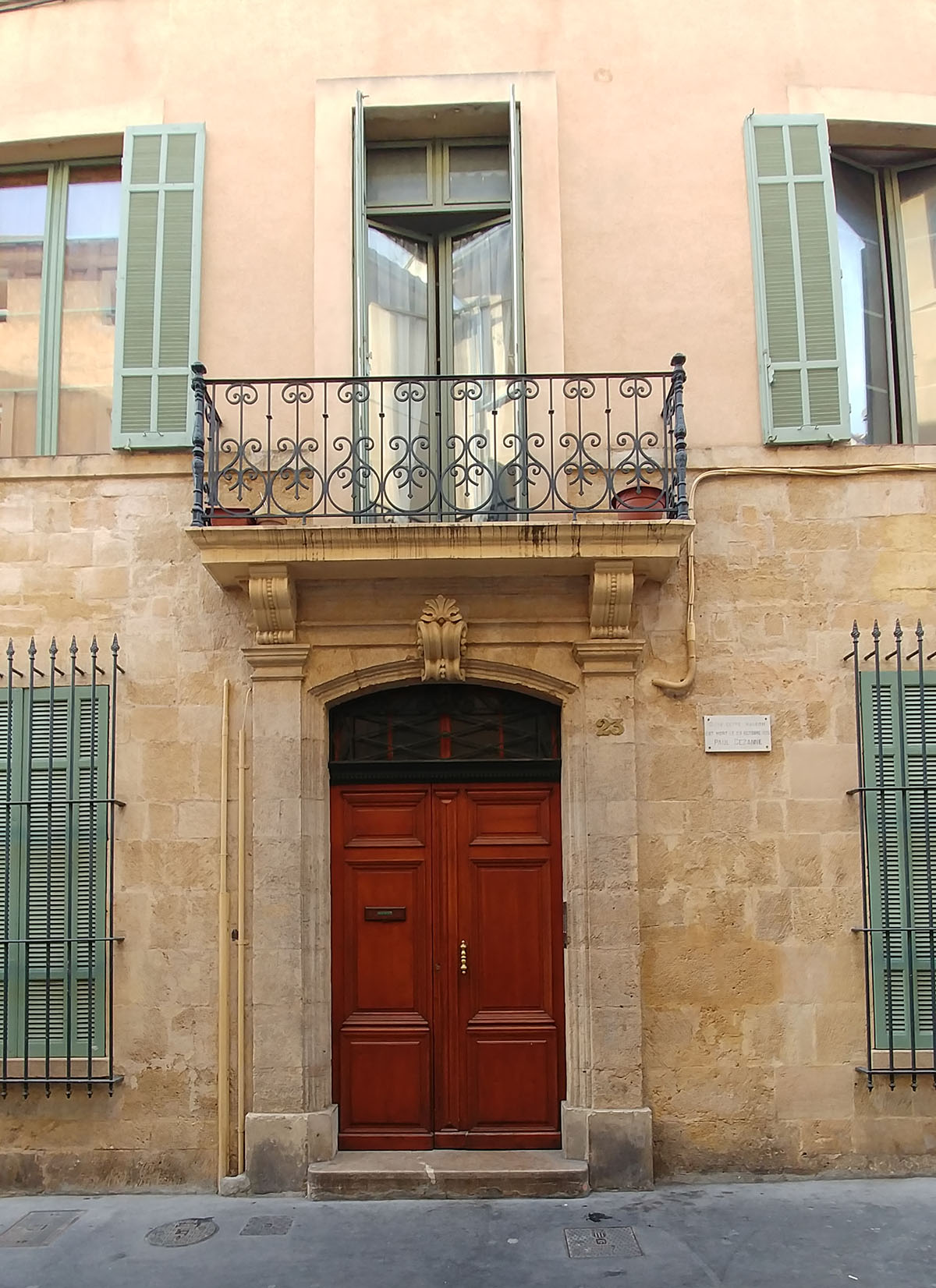
Casa donde murió Paul Cézanne on Rue Bougelon, Aix-en-Provence, France.

Ciudad termal, Aix-en-Provence es una ciudad turística, conocida por su autenticidad, su patrimonio arquitectural rico y sus festivales de arte lírico.

## Geografía
Aix-en-Provence está situada en el sur de Francia, a una altitud de 173 m sobre el nivel del mar, del cual dista unos 30 km. La superficie total de la comuna de Aix-en-Provence es de 18 608 hectáreas siendo, de esta forma, la decimoquinta comuna más extensa de la Francia continental. 

### Localización
Está enclavada en una depresión formada por el río Arc y el arroyo de la Torse, a unos 15 km al oeste de la montaña Sainte-Victoire y a unos 30 km al norte de Marsella, formando, junto a ésta, una vasta aglomeración demográfica de más de un millón de habitantes.

### Clima
Aix-en-Provence posee un clima mediterráneo: veranos cálidos y soleados, inviernos frescos y temperaturas suaves en primavera y otoño. Las temperaturas oscilan entre los 5 °C en enero y en torno a los 22 °C en julio, aunque se han alcanzado cifras negativas en invierno: (-8,5 °C y -12 °C en febrero de 2005) y extremadamente elevadas (más de 40 °C) en verano. 
El promedio anual de días de sol es de 300, mientras que la media de días lluviosos es de unos 91. 
Ya que la ciudad está enclavada en una cuenca formada por el río Arc, a una altitud menor que las comarcas aledañas, el aire caliente queda contenido sin apenas posibilidad de circulación. La influencia del Mistral produce ocasionalmente rachas de vientos y borrascas.

## Demografía
| 27 000 | 21 009 | 21 960 | 22 412 | 22 575 | 24 660 | 26 698 | 27 280 | 27 255 | 26 136 | 27 659 | 28 152 | 29 020 | 28 693 | 29 257 | 29 057 | 28 357 | 28 913 | 29 418 | 29 829 | 29 836 | 29 983 | 35 106 | 38 332 | 42 615 | 46 053 | 54 217 | 67 943 | 89 566 | 110 659 | 121 327 | 123 842 | 133 018 | 139 800 | 143 404 |
| Para los censos de 1962 a 1999 la población legal corresponde a la población sin duplicidades (Fuente: INSEE [Consultar]) |        |        |        |        |        |        |        |        |        |        |        |        |        |        |        |        |        |        |        |        |        |        |        |        |        |        |        |        |         |         |         |         |         |         |

## Historia

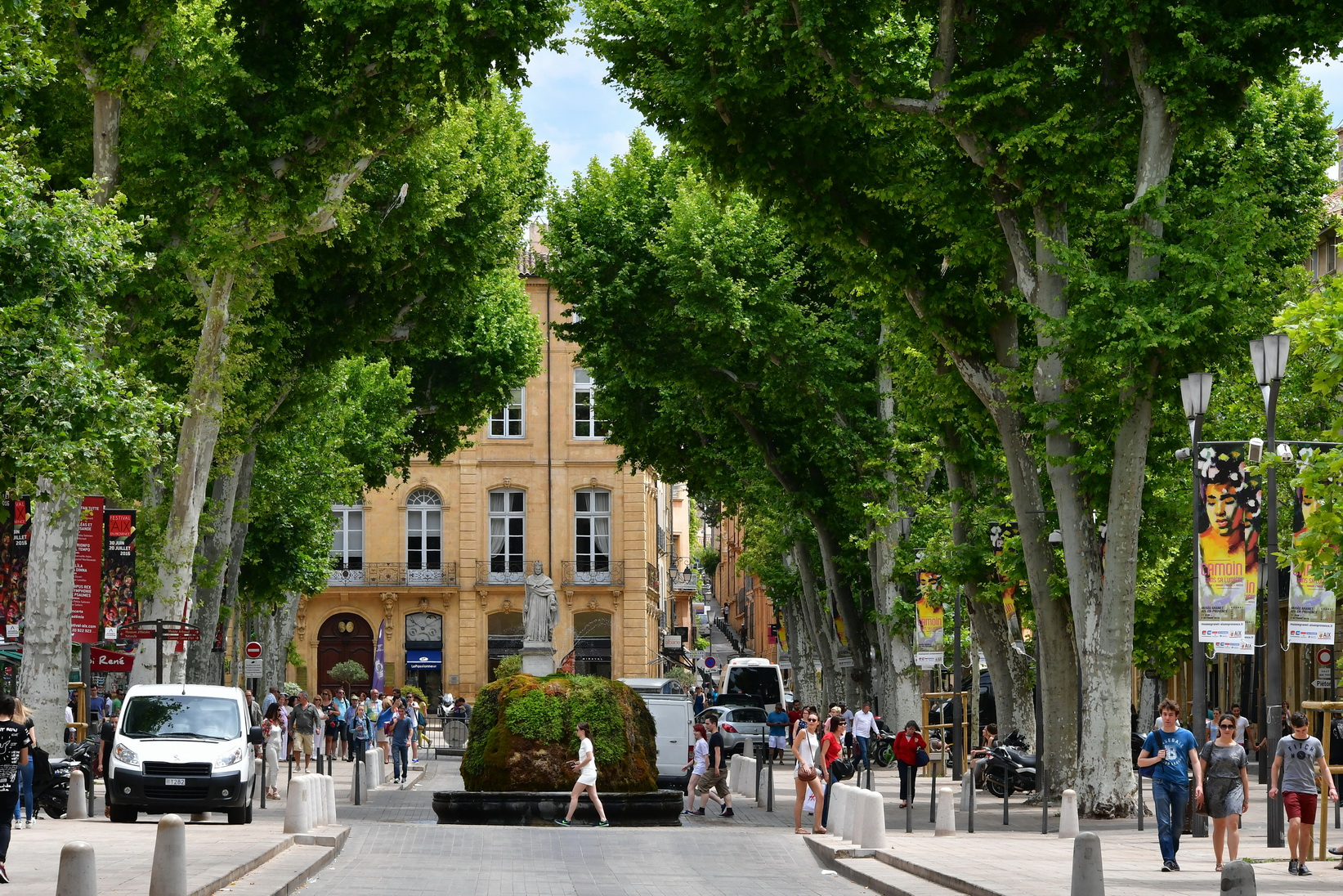
Le cours Mirabeau

Aix-en-Provence fue fundada el 123 a. C. por el cónsul romano Cayo Sextio Calvino, que le puso el nombre de Aquae Sextiae.
En 102 a. C. tuvo lugar la batalla de Aquae Sextiae entre tropas romanas al mando de Cayo Mario contra las tribus invasoras de los ambrones y teutones, en la que el general romano se impuso espectacularmente con tan solo 37 000 hombres a más de 100 000 germanos.
En el siglo IV fue nombrada capital de la Narbonensis Secunda. Más tarde, en 477, fue ocupada por los visigodos. En 731 fue arrasada por los árabes. Finalmente, en 1487 pasó a la Corona de Francia.
También fue sede del Parlamento de 1501 a 1793.
Fue ocupada por tropas imperiales en 1524 y 1536 durante las guerras italianas y en las guerras de religión de Francia por el Ducado de Saboya en 1590-1591.

## Cultura

### Edificios religiosos
- Catedral del Saint-Sauveur: Catedral gótica en la rue J. de la Roque, frente a la Universidad.

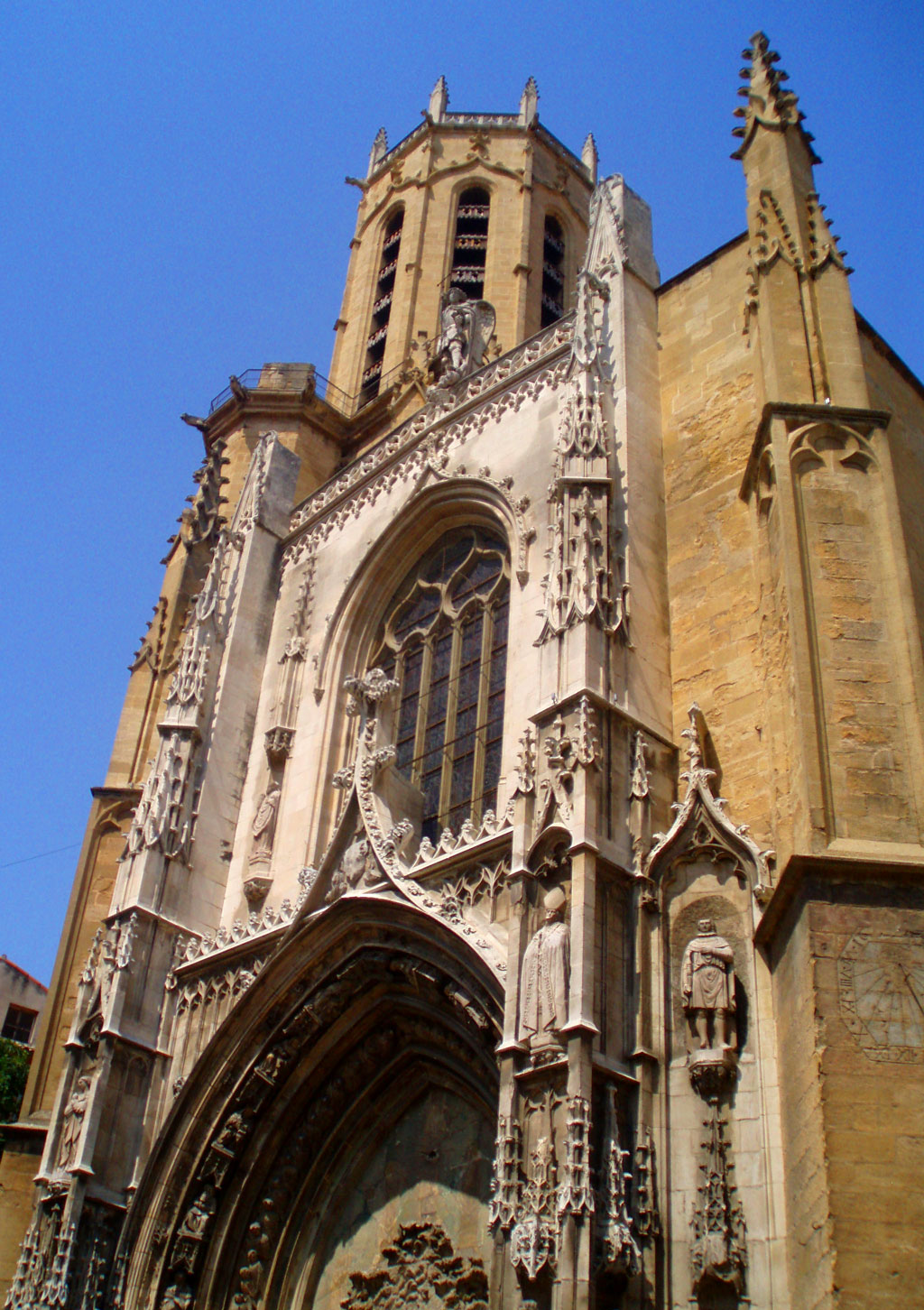
Catedral de Saint-Sauveur.

Fue construida entre los siglos V y XVIII, lo cual se manifiesta en la ausencia de homogeneidad estética en la fachada principal, influida por las corrientes arquitectónicas de los siglos XII a XVI. Presenta un imponente campanario octogonal construido en dos cuerpos ahusados, que data de 1323. El interior presenta tres naves: una románica, una barroca y una gótica.
La obra artística más importante de la catedral es el Triptyque du Buisson ardent (Tríptico de las zarzas ardientes) de Nicolas Froment. Importantes tapices como Vie de la Vierge et de Jesus, de finales del siglo XV; del mismo periodo data el Retable de la Légende Saint Mitre.
Destaca la falsa caja de órgano pintada en relieve frente a la auténtica. Significativo baptisterio prerrománico. El claustro de la catedral está considerado una de las joyas del Románico en Provenza.
- Iglesia de Saint-Jean-de-Malte.
- Monasterio del Saint-Sauveur
- Iglesia de Notre-Dame de la Seds.
- Iglesia del Saint-Esprit
- Iglesia de la Madeleine (1691), fachada de 1855

### Otras construcciones
- Place des Quatre-Dauphins:  (Plaza de los cuatro delfines), construida en 1667.

Situada en la confluencia de las calles rue du 4 Septembre y rue Cardinale. Destaca por su fuente decorada con cuatro esculturas de delfines con las aletas levantadas. Está rodeada de mansiones, como la de Boisgelin, que data del siglo XVII. 
- Fuente de la Rotonda (1860)
- Ayuntamiento (1562)
- Torre del Reloj (1511)
- Fuente de agua caliente (1734)
- Fuente del Rey Renato (1824)
- Plaza Albertas

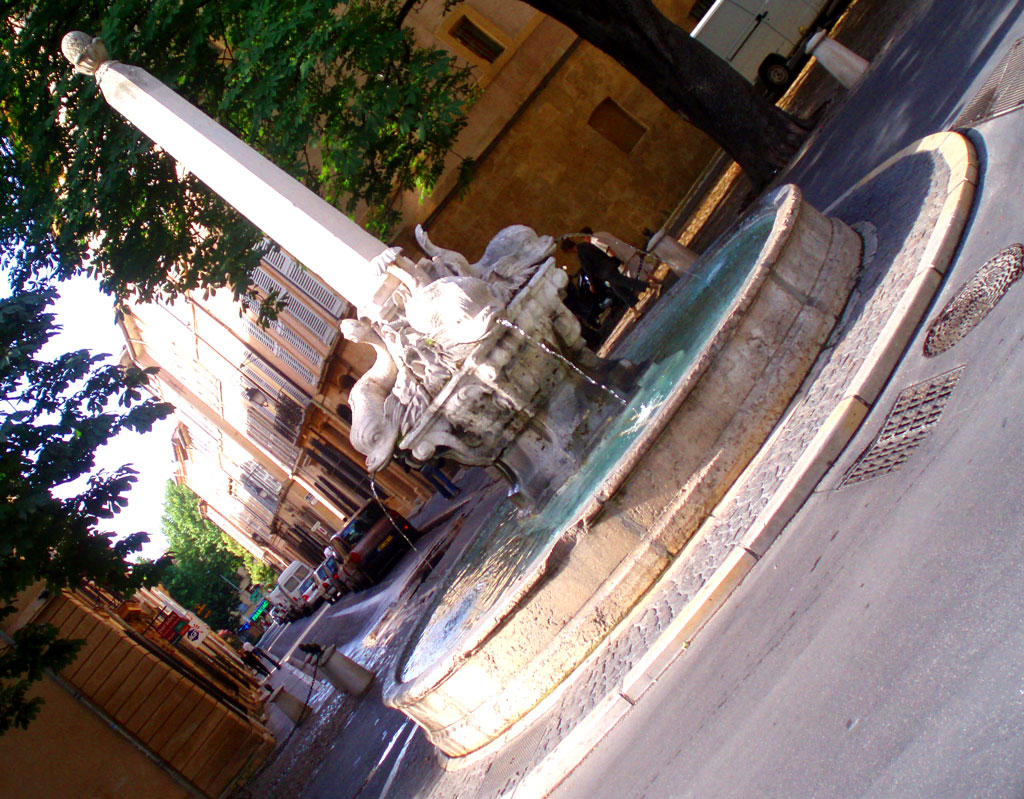
Plaza de los cuatro delfines.

- Puente de Saint-Pons, Puente des Trois-Sautets
- Numerosos hoteles, como el Hotel d'Estienne-de-Saint-Jean
- El Pabellón negro, actualmente Centro Nacional de Danza.